# سان جورجو لوكانو
سان جورجو لوكانو (بالإيطالية: San Giorgio Lucano)‏ هي بلدية في مقاطعة ماتيرا في إقليم بازيليكاتا الإيطالي.

## السكان
في سنة 1861 بلغ عدد السكان 1٬803 نسمة، وتطور العدد ليصل في سنة 2011 لـ 1٬290 نسمة.
يظهر هذا المخطط البياني تطور النمو السكاني لـ سان جورجو لوكانو